# Podotenus tricolor
Podotenus tricolor är en skalbaggsart som beskrevs av Lea 1923. Podotenus tricolor ingår i släktet Podotenus och familjen Aphodiidae. Inga underarter finns listade i Catalogue of Life.